# Nek Mohammad
Nek Mohammad Wazir (1975-18 juin 2004) était un homme politique et un chef de guerre pakistanais proche des Talibans et peut-être d'Al-Qaïda. Il est né dans le clan Yargul Khai de la tribu Ahmed Zai Wazir. Sa famille est propriétaire de terres et appartient à l'élite tribale du Waziristan. Durant son enfance, il est exclu de l'école coranique Jamiat-i-Ulema-i-Islam et bien qu'il ait intégré d'autres écoles, il n'a pas terminé son cursus.
Il tente de devenir homme d'affaires mais échoue. Il part alors combattre en Afghanistan sous les ordres de Djalâlouddine Haqqani ou de Saifullah Mansoor. En 1996, il devient chef de garnison dans le nord du pays face à l'Alliance du Nord à l'âge de 18 ans. Il est rapidement considéré comme un vétéran après avoir participé à diverses opérations autour de Bamyan, Bagram et dans le Panshir. Il finit par devenir un des principaux commandants talibans, responsable de 3 000 hommes.
Au cours de cette période, il rencontre de nombreux dirigeants religieux et politiques du régime talêb ou d'organisations islamistes. Les plus notables sont Oussama ben Laden et Ayman al-Zawahiri d'Al-Qaïda, le mollah Nazir, ministre du régime taliban (1996-2001), Tahir Yaldevish, chef du Mouvement islamique d'Ouzbekistan ou encore le leader séparatiste chinois Hasan Mohsin. Ces rencontres l'influencent grandement.
En 2001 et 2002, il retourne au Waziristan Sud et accueille les combattants talibans et étrangers dans son bastion du Waziristan,. Il les aide à mettre en place de nouveaux mouvements et à se réorganiser. L'année suivante, il participe ainsi à la formation des mouvements pakistanais Jundullah et Jaishul al-Qiba al-Jihadi al-Siri al-Alami. Ces organisations subissent rapidement des pertes sévères mais Nek Mohammad maintient son emprise dans le Waziristan Sud. Fin décembre 2003, il possède un corps de combattants alignant près de quarante véhicules blindés.
Il est tué pendant l'été 2004 d'un tir de missile durant la première des attaques aériennes américaines au Pakistan. Il est considéré comme un héros par beaucoup d'habitants du Waziristan.